# WEP
WEP (англ. Wired Equivalent Privacy) — найстаріший стандарт захисту бездротового трафіку, заснований на алгоритмі потокового шифрування RC4 (з використанням загального секретного ключа). Існують варіанти з довжиною ключа 64, 128 і 256 бітів.

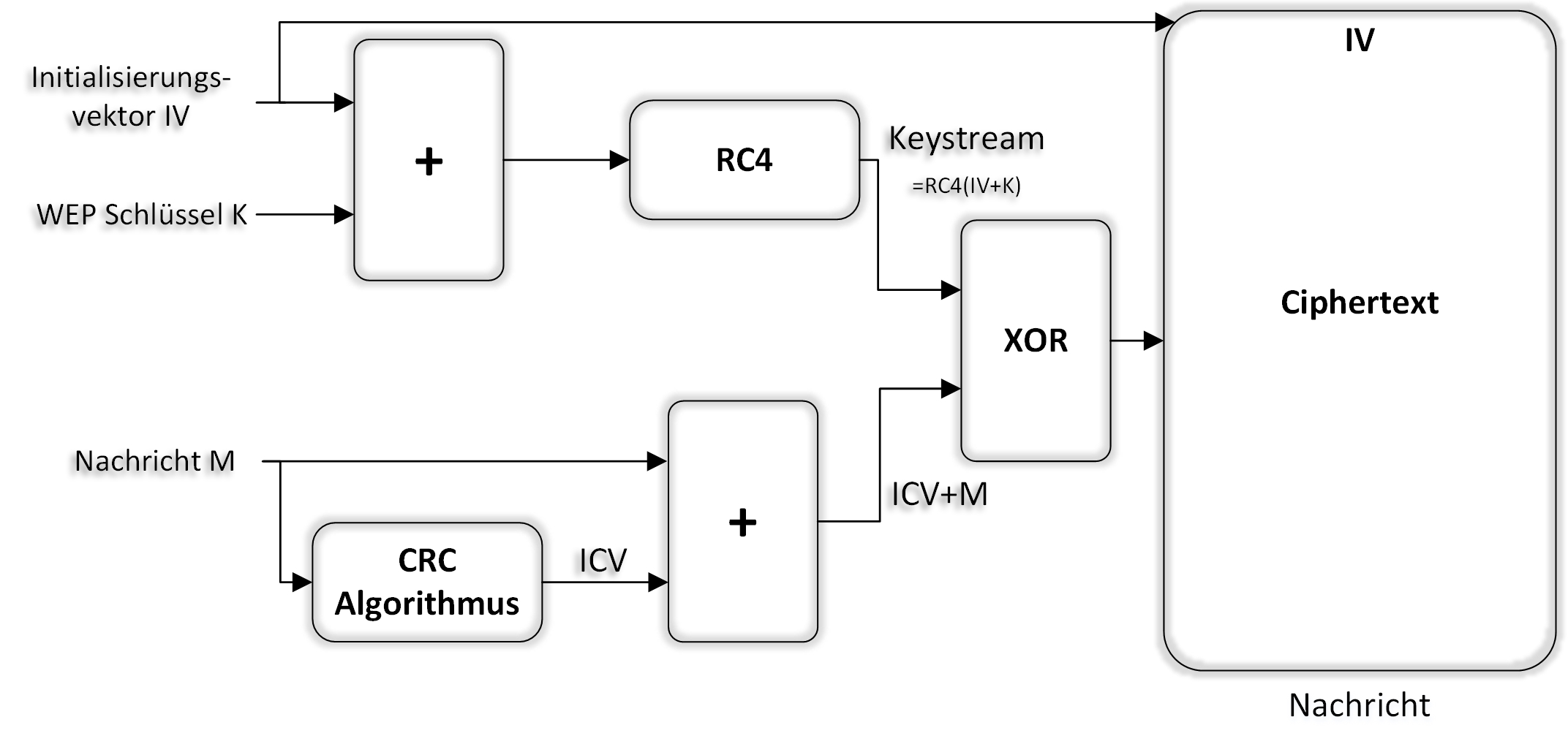
WEP коддінг

Сьогодні використання WEP для захисту мереж не можна вважати надійним способом гарантування безпеки.  Проблема полягає в реалізації вибору вектора ініціалізації, що використовується як псевдовипадкова послідовність для шифрування даних.

## Історичні та технічні особливості
Wi-Fi Alliance розробив WEP - перший алгоритм шифрування для стандарту 802.11 - з однією головною метою: не дати змогу хакерам підглядати за бездротовими даними, які передаються між клієнтами і точками доступу. Однак з моменту свого створення наприкінці 1990-х років WEP не мав достатньої сили, необхідної для досягнення цієї мети.
WEP використовує потоковий шифр RC4 (Rivest Cipher 4) для аутентифікації та шифрування. Спочатку стандарт передбачав 40-бітний ключ шифрування з попереднім поділом. Пізніше, після зняття урядом США деяких федеральних обмежень, став доступний 104-бітний ключ.
Адміністратор повинен вручну вводити і оновлювати ключ, який об'єднується з 24-бітовим вектором ініціалізації (IV) для посилення шифрування. Невеликий розмір IV збільшує ймовірність повторного використання ключів користувачами, що, однак, полегшує їхній злам. Ця особливість, а також низка інших недоліків і вразливостей, включно з проблематичними механізмами аутентифікації, роблять WEP ризикованим вибором для забезпечення безпеки бездротових мереж.
WEP, скорочення від Wired Equivalent Privacy, це алгоритм безпеки, який використовується для захисту бездротових мереж. Він був розроблений для надання рівня безпеки та конфіденційності, подібного до дротової мережі. Проте через вразливості він став значною мірою застарілим і не рекомендується для захисту сучасних Wi-Fi мереж.
WEP шифрує дані, що передаються через бездротову мережу, щоб запобігти несанкціонованому доступу. Він використовує попередньо спільний ключ, зазвичай пароль, для шифрування даних, що передаються між точкою бездротового доступу і авторизованими пристроями. Цей процес шифрування ускладнює зловмисникам перехоплення та розшифровку переданої інформації.
Експерти з кібербезпеки виявили кілька серйозних недоліків WEP у 2001 році, що зрештою призвело до галузевих рекомендацій поступово відмовитися від використання WEP як у корпоративних, так і в споживчих пристроях. Після того як 2007 року слідчі простежили, що масштабна кібератака на магазин T.J.Maxx була пов'язана з уразливими місцями WEP, стандарт безпеки даних індустрії платіжних карток заборонив роздрібним торговцям та іншим організаціям, які обробляють дані кредитних карток, використовувати WEP.
Криптографічні слабкості WEP роблять його вразливим для експлуатації зловмисниками:
1. Атаки грубою силою: WEP вразливий до атак грубою силою, коли зловмисники можуть розшифрувати ключ шифрування, систематично переглядаючи всі можливі комбінації. Ця слабкість зумовлена використанням статичного ключа шифрування, який залишається незмінним, доки його не змінено вручну. Зловмисники можуть захопити достатню кількість зашифрованих пакетів і використовувати автоматизовані засоби для визначення ключа.
2. Слабкості в алгоритмі: WEP використовує алгоритм шифрування RC4, який має вроджені слабкості, що роблять відносно легким його зламування. До цих слабкостей належить генерація слабких векторів ініціалізації (IV) та повторне використання значень потоку ключів, що призводить до компрометації процесу шифрування.
3. Погане управління ключами: WEP покладається на ручне управління ключами, коли адміністратори мережі вручну поширюють і оновлюють ключі шифрування серед авторизованих пристроїв. Цей процес схильний до людських помилок і може призвести до слабких чи легко відгадуваних ключів. Крім того, управління ключами WEP не підтримує автентифікацію користувачів, що ускладнює підтримку цілісності мережі.

У результаті, WEP забезпечує оманливе відчуття безпеки, оскільки його можна компрометувати за кілька хвилин, використовуючи широко доступні інструменти. Важливо, щоб користувачі та організації усвідомлювали вразливості, пов'язані з WEP, і вживали необхідних заходів для забезпечення безпеки своїх бездротових мереж.

## Рекомендації щодо запобігання
Щоб підвищити безпеку бездротових мереж та зменшити ризики, пов'язані з WEP, розгляньте наступні поради щодо запобігання:
1. Використовуйте WPA3: Замість WEP використовуйте найновіший протокол шифрування Wi-Fi Protected Access (WPA3), який пропонує покращену безпеку та сильніше шифрування. WPA3 усуває вразливості, присутні в WEP і попередніх версіях WPA, надаючи посилений захист від різних методів атак.
2. Оновлення мікропрограми маршрутизатора: Переконайтеся, що мікропрограма вашого маршрутизатора актуальна для усунення критичних вразливостей безпеки та поліпшення загальної безпеки мережі. Регулярно перевіряйте наявність оновлень мікропрограми виробника маршрутизатора і застосовуйте їх, як тільки вони стануть доступними.
3. Вимкніть WEP: Якщо WEP є єдиною доступною опцією безпеки на старих пристроях, розгляньте можливість оновлення цих пристроїв або їх використання в ізольованих сегментах мережі, щоб уникнути компрометування загальної безпеки мережі. Перехід до більш безпечних протоколів шифрування, таких як WPA2 або WPA3, є важливим для захисту бездротових мереж.

Застосовуючи ці рекомендації, користувачі можуть значно покращити безпеку своїх бездротових мереж та захистити свої дані від потенційних зловмисників.